# Зайн аль-Абідін ібн Ісмаїл
Алі Зайн аль-Абідін ібн Ісмаїл (араб. علي زين العابدين بن إسماعيل; бл. 1692 — 1762) — 9-й султан Марокко з династії Алауїтів в 1741 році. Повне ім'я Абу'л-Хасан Алі Мулай Зайн аль-Абідін ібн Ісмаїл ас-Самін.

## Життєпис
Син султана Мулая Ісмаїла та його головної дружини Аїши Мубарака. Народився близько 1692 року в Мекнесі. Відомостей про нього обмаль.
13 червня 1741 року негретянська гвардія (абід аль-бухарі) повалила султана Абдаллаха, поставивши на трон Зайа аль-Абідіна. Проте вже у листопаді того ж року абід аль-бухарі зазнали поразки від берберів Середнього Атласу, яких привів Абдаллах. 24 листопаду Зайн аль-Абідін зазнав поразки. Був засланий або заґратований. Помер 1762 року.